# Paul-Raphaël Abi Mourad
Paul-Raphaël Abi Mourad (ur. 2 stycznia 1864 w Zahla, zm. 8 sierpnia 1935) – libański duchowny melchicki, w latach 1903-1915 wikariusz patriarszy Jerozolimy.

## Życiorys
Urodził się 2 stycznia 1864 w Zahli.
2 lipca 1900 został mianowany biskupem tytularnym Damiata dei Greco-Melkiti. Chirotonię biskupią otrzymał 2 września 1900 z rąk Piotra IV Géraigiry. W latach 1903–1919 wikariusz patriarszy Jerozolimy.
Zmarł 8 sierpnia 1935.